# Купа (приток Савы)

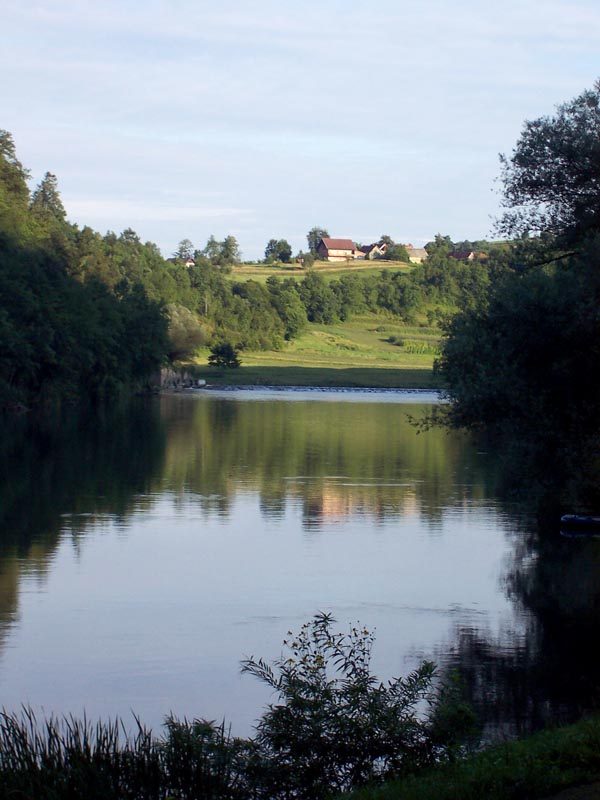
Река Купа.

Ку́па (хорв. Kupa, словен. Kolpa) — река в Хорватии и Словении, правый приток Савы. Длина реки — 297,4 км, средний расход воды — 283 м³/с. Площадь бассейна — 10 032 км².
Исток Купы расположен в Хорватии, в Горском-Котаре на территории национального парка Рисняк. Устье — возле города Сисак. Высота устья — 93 м над уровнем моря. Высота истока — 313 м над уровнем моря.
В верхнем течении формирует границу между Хорватией и Словенией.
Крупные притоки — Добра, Корана (обе в черте Карловаца), Глина — правые, Одра — слева (в черте Сисака).
На реке расположены города Карловац и Сисак.
Верховья Купы богаты рыбой, река популярна у водных туристов. На Купе была построена первая в Хорватии гидроэлектростанция (по проекту Николы Теслы).